# John Broadwood & Sons
John Broadwood & Sons ist der Name eines englischen Klavierbauunternehmens, das 1728 von Burkhardt Tschudi (1702–1773) gegründet und ab 1772 von dessen Schwiegersohn, John Broadwood (1732–1812), geführt wurde und seit dem 18. Jahrhundert bis heute Instrumente produziert.

## Geschichte
Im Jahr 1718 kam der 16-jährige Burkhardt Tschudi aus dem schweizerischen Schwanden nach London und wurde Lehrling des dort führenden Cembalobauers Hermann Tabel. 1728 eröffnete Tschudi, der seinen Namen später in Burkat Shudi anglifizierte, eine eigene Werkstatt, in welche in den 1750er Jahren der aus dem fränkischen Fürth stammende Silbermann-Schüler Johann Christoph Zumpe (1726–1790) und 1761 der aus dem schottischen Cockburnspath stammende Möbel- und Kunsttischler John Broadwood als Lehrlinge eintraten. 1769 heiratete Broadwood Shudis jüngste Tochter Barbara Shudi (1749–1776), und 1770 machte ihn dieser zum Geschäftspartner in dem wachsenden und immer erfolgreicheren Unternehmen. 1771 übertrug Shudi die Geschäftsführung seinem gleichnamigen Sohn Burkhat Shudi (1738–1803) sowie seiner Tochter Barbara mit Ehemann John Broadwood, auf welche die Firma nach dessen Tode 1773 überging. Ab 1772 führte Broadwood das Geschäft allein.

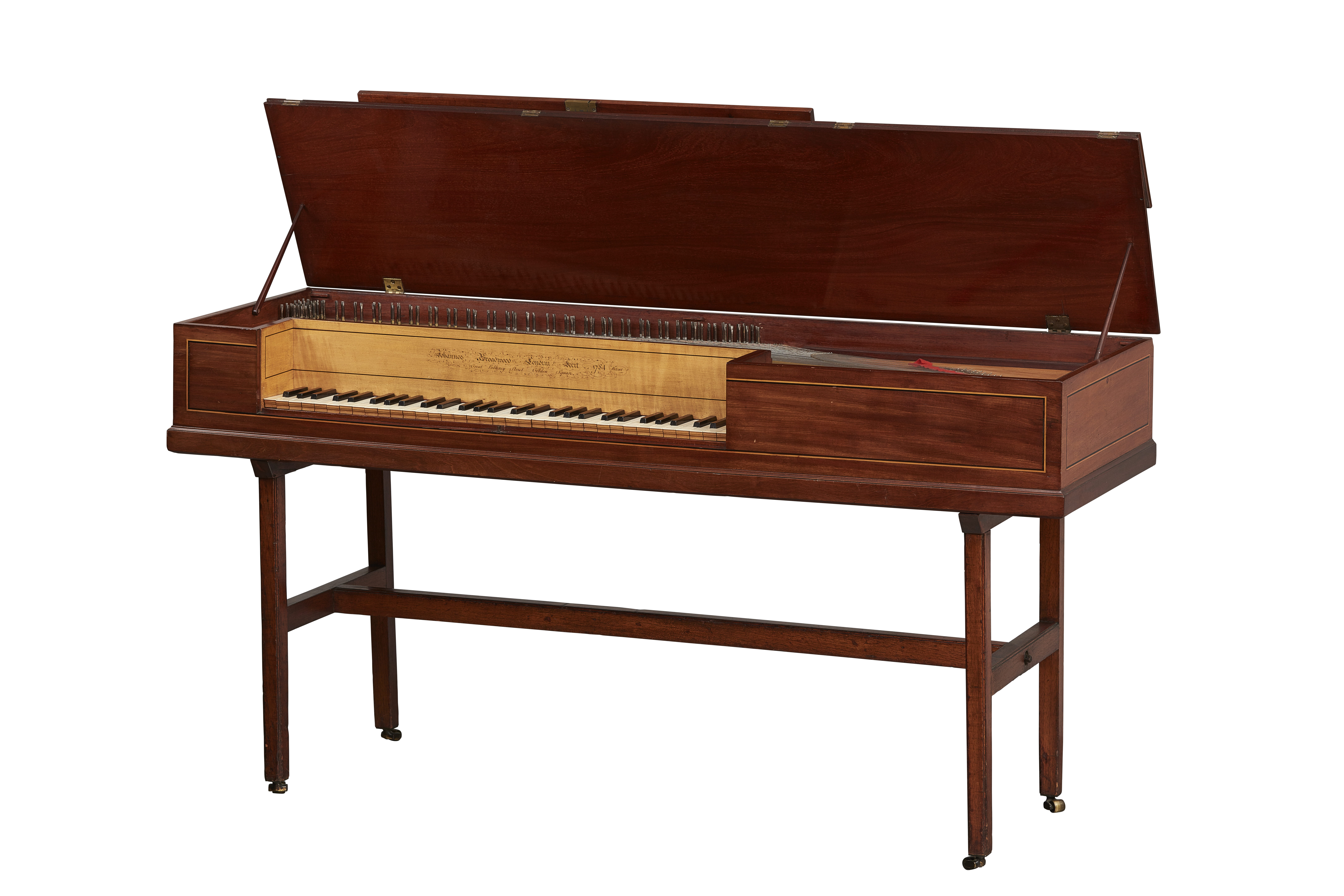
Hammerklavier als Tafelklavier von John Broadwood aus dem Jahr 1784 im Museum für Kunst und Gewerbe Hamburg

1777 verband sich John Broadwood mit dem englischen Klavierbauer Robert Stodart und dem niederländisch-englischen Klavierbauer Americus Backers und entwickelte ein Instrument mit Hammermechanik, das als Fortepiano (Hammerklavier) zunehmend das Cembalo vom Markt verdrängte.
1795 machte John Broadwood seinen ältesten Sohn James Broadwood zum Teilhaber und signierte seine Instrumente fortan mit John Broadwood and Son. Als 1808 auch der jüngere Sohn Thomas Broadwood in das Geschäft einstieg, nannte sich das Unternehmen John Broadwood & Sons.

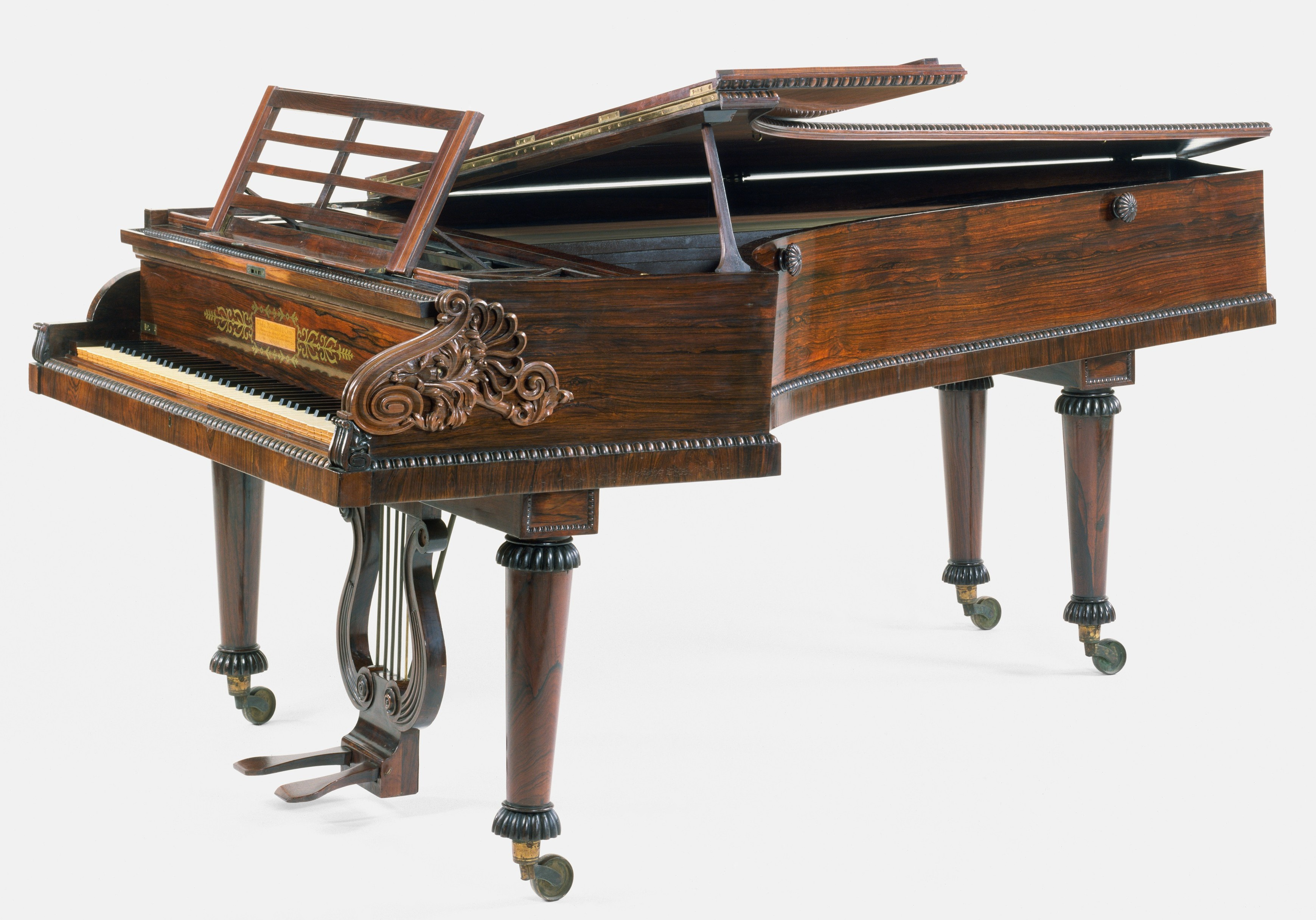
Flügel von John Broadwood & Sons aus dem Jahr 1827 im Metropolitan Museum of Art.

Die beiden Söhne James Shudi Broadwood (1772–1851), aus erster Ehe, und Thomas Broadwood, aus zweiter Ehe, führten das Geschäft nach John Broadwoods Tod im Jahr 1812 weiter. 1818 schenkte Thomas Broadwood Ludwig van Beethoven einen Hammerflügel. 1836 stieg Henry Fowler Broadwood, der älteste Sohn von James Broadwood, aus erster Ehe, in das Geschäft ein. 1848 stellte die Firma Frédéric Chopin drei Instrumente für seine England-Tournee zur Verfügung. Inzwischen war die Jahresproduktion auf über 2500 Instrumente angewachsen. 1886 spielte auch Franz Liszt bei seinem letzten Besuch in London einen Broadwood-Flügel.

## Einordnung des Werkes von John Broadwood
John Broadwood war – zusammen mit dem Engländer Robert Wornum – der erste Klavierbauer, dessen Werkstatt sich zur Fabrik wandelte, wo eine tayloristische Arbeitsteilung die Abkehr von handwerklichen Prinzipien des Instrumentenbaus und eine massive Senkung der Fertigungskosten erzielte. Sein Werk markiert den Anbeginn industriellen Klavierbaus.
Bedeutsam ist das Werk John Broadwoods und seiner englischen Zeitgenossen auch insofern, als ihre Instrumente der Mechanik mit Stößeln, wie sie schon Bartolomeo Cristofori anfangs nutzte, gegen die süddeutsche oder Wiener Mechanik (Prellmechanik) zum langfristigen Durchbruch verhalfen – wenn auch zur Zeit Broadwoods die englische Repetition noch nicht vollkommen war, was erst in den 1820er Jahren Sébastien Érard in Paris gelang. Die Arbeiten von Broadwood zeigten auf, dass Flügel mit Stößelmechanik lauter sein konnten als Wiener Flügel und damit ein immer mehr wachsendes bürgerliches Publikum in immer größeren Konzertsälen erfreuen konnten – ein Vorzug, der auch Ludwig van Beethoven in seiner fortschreitenden Ertaubung veranlasste, einen Broadwood-Flügel als Geschenk freudig anzunehmen.
Hammerflügel von John Broadwood zählten zu ihrer Zeit zu den Spitzenprodukten des Tasteninstrumentenbaus. Zuvor galt dies für Cembalos der Antwerpener Instrumentenbauerfamilie Ruckers und für Hammerklaviere des süddeutschen Instrumentenbauers Johann Andreas Stein, nach Broadwood dann für den österreichisch-französischen Hersteller Ignace Joseph Pleyel und den deutsch-französischen Instrumentenbauer Sébastien Érard sowie seit Ende des 19. Jahrhunderts u. a. für die deutsch-amerikanische Klavierbaufirma Steinway & Sons. Daher gehören Broadwood-Flügel zweifellos zu den Ikonen der historischen Musik-Aufführungspraxis und auch der Sammler.

## 2000er Jahre
2003 wurde die Fertigung von Broadwood-Klavieren in eine kleine Fabrik nach Moss, Norwegen, verlegt.
2008 wurde die Gesellschaft von Alastair Laurence gekauft, einem Klavierbauer und Techniker, dessen familiäre Verbindungen zu Broadwood bis in das Jahr 1787 zurückreichen. Im Zusammenhang mit dem Besitzerwechsel wurden neue Kapazitäten zur Restaurierung und Konservierung von Broadwood-Instrumenten in Finchcocks (Goudhurst, Kent, England) aufgebaut. Die Fertigung der berühmten Hochklaviere mit grünem Rahmen wird aus Moss nach Finchcocks verlagert und in handwerklicher Tradition fortgesetzt. Die John Broadwood & Sons Ltd. ist seit Einstellung der Produktion der Schwelmer Rud. Ibach Sohn im Jahre 2007 ältestes, kontinuierlich produzierendes Klavierbauunternehmen der Welt.
Seit Mai 2008 hält Broadwood & Sons als Hersteller von Klavieren wieder einen Titel als Hoflieferant des englischen Königshauses. Broadwood restaurierte für das Königshaus einen Broadwood-Flügel aus dem Buckingham-Palast.